# VETT
VETT a.s. je dopravní společnost se sídlem v Zákupech, která do února 2008 provozovala městskou autobusovou dopravu v České Lípě. Vznikla 16. července 1999, zakladatelem a původním majitelem byl František Homolka, ředitelkou Ing. Eva Homolková. Navazuje na živnostenskou činnost provozovanou pod jménem František Homolka (IČ 19033443, zapsána od 30. března 1992, od 8. června 1995 firma doplněna na František Homolka – VETT), v jejímž rámci byla MHD Česká Lípa provozována od roku 1993.

## Činnost a provozovna

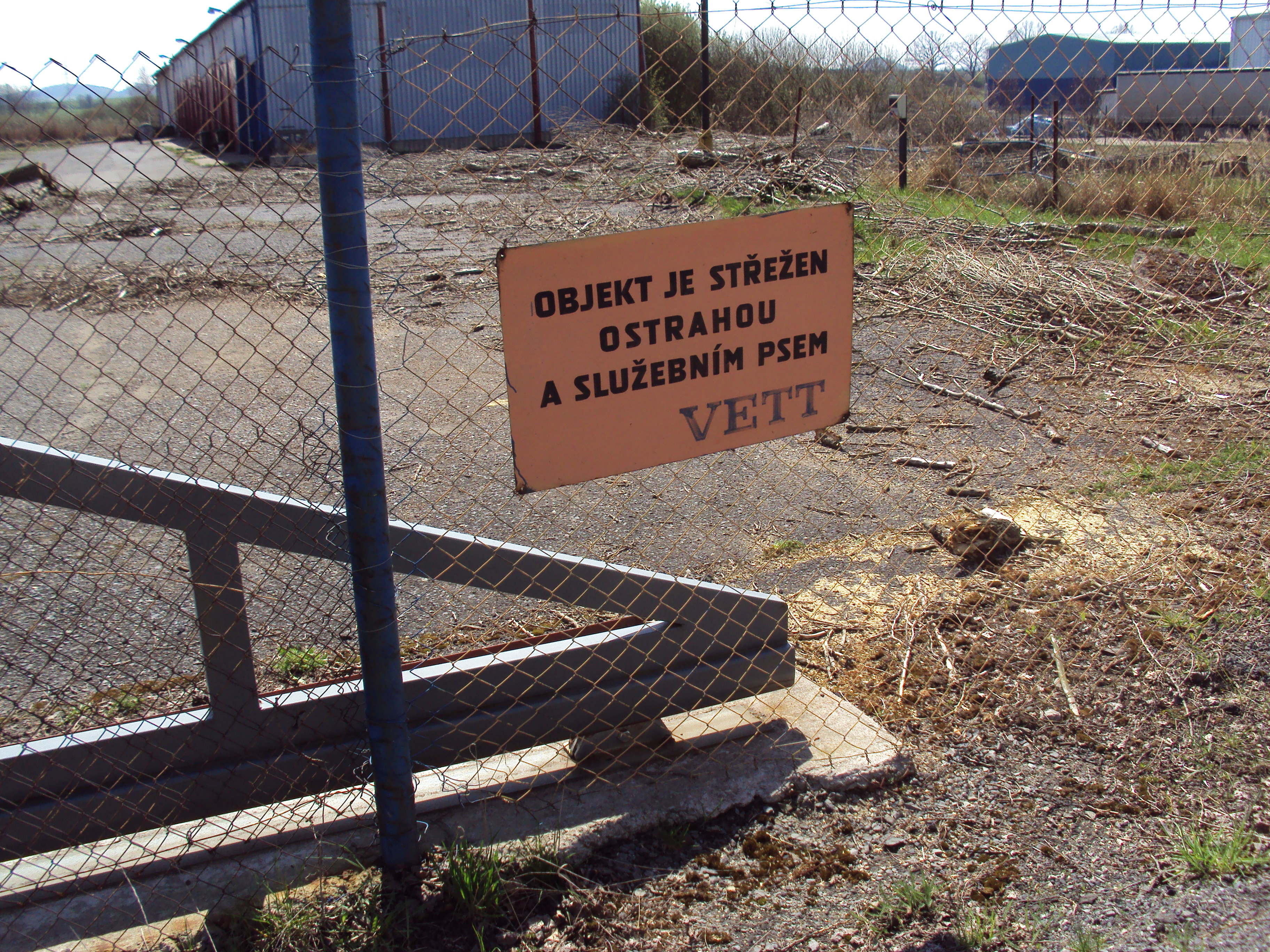
Vyprázdněný areál Vettu, vzadu garáže

Provozovna byla umístěna na okraji Zákup v Nádražní ulici č.287 . Hlavním oborem činnosti bylo provozování linek městské autobusové dopravy v 8 km vzdálené České Lípě v letech 1993–2007. Součástí uzavřeného areálu byla administrativní budova a hala pro opravy autobusů, kde byla Stanice technické kontroly pro autobusy. Zpočátku zde fungovala i malá dílna pro opravy osobních aut a kol, prodej pneumatik. Společnost provozovala i čerpací stanici pohonných hmot, ale od roku 2004 ji pronajímala.
V roce 2006 měla k dispozici 15 autobusů určených pro městskou dopravu (MHD) a zaměstnávala 50 lidí, z nichž téměř polovina byli řidiči autobusů.

## Spor o MHD Česká Lípa

### Spor s městem
V roce 1993 uzavřelo město Česká Lípa s Františkem Homolkou smlouvu na provozování MHD do konce června 2003. V roce 2003 s ním město uzavřelo další smlouvu do roku 2013. V roce 2006 údajně odmítl výzvu jakéhosi zastupitele k „jisté formě mimosmluvního plnění“. Od té doby se údajně začalo stupňovat nátlakové jednání ze strany vedení města.
Ze studie optimalizace MHD, kterou v prvním čtvrtletí roku 2007 zpracovala OREDO s. r. o., vyplynulo, že vykazovaná prokazatelná ztráta dopravce výrazně převyšuje částky, za které by MAD provozovali jiní dopravci. Dopravce a město se lišili v názoru, kdo z nich byl za tuto nehospodárnost odpovědný. Dopravce byl vyzván k uzavření dodatku ke smlouvě, který by ceny srovnal rámce obvyklého u jiných dopravců, a aby znovu předložil vyúčtování za dřívější období. V březnu 2007 podalo město žalobu, kterou se domáhá vrácení částky 51 142 789 Kč za léta 2003 až 2005. Později město Česká Lípa podalo i žalobu o neplatnost smlouvy z roku 2003.
Spor o dodatek ke smlouvě na rok 2007 se vystupňoval tak, že v období od 26. srpna 2007 do 30. září 2007 z důvodu nedohody o ceně za dopravní výkony zajišťovala náhradní dopravu na objednávku města bez výběrového řízení, formálně jako příležitostnou osobní dopravu (což je z hlediska legálnosti sporné), firma ČSAD Semily a. s.
Vett a. s. se soudně domáhala náhrady škody a ušlého zisku za období platnosti smlouvy, která měla platit do roku 2013. V červnu 2008 v Brně proběhlo soudní řízení mezi žalovaným městem Česká Lípa a žalující společností VETT. Žaloba byla zamítnuta.. Další soudní řízení mezi městem Česká Lípa a společností Vett se konalo v dubnu 2009, i v něm Vett neuspěl a odvolal se k vyšší soudní instanci..
V roce 2010 Krajský úřad Libereckého kraje rozhodl, že nároky města Česká Lípa vůči společnosti Vett jsou neopodstatněné. Starostka města Hana Moudrá míní kauzu předložit Ústavnímu soudu.
Soudní řízení není stále v prosinci 2012 ukončeno. Nový rozsudek krajského soudu stvrdil, že VETT se na úkor města obohatil, nicméně kauza bude mít své pokračování.
Na jaře 2014 pokračuje další soudní řízení.

### DC SPED s. r o.
František Homolka se pokusil prodat akcie své společnosti VETT a. s. Přitom se společnosti DC SPED s. r. o. údajně podařilo neférovým jednáním dostat do čela představenstva Alenu Cajthamlovou, matku majitele DC SPED s. r. o., do funkce předsedy představenstva VETT a. s., aniž by DC SPED spol. s r. o. za akcie cokoliv zaplatila.
Poté město se společností VETT a. s. uzavřelo dodatek smlouvy, podle něhož byl normální provoz obnoven od 1. října 2007 a byla dohodnuta výše nákladů (nikoliv výše dotace) 39 Kč/km. Současně byl obsahem dodatku nákup 6 nových, nízkopodlažních autobusů, z toho čtyř do 8. října 2007. Společnosti VETT a. s. bylo v rámci úhrady prokazatelné ztráty za celý rok 2007 městem zaplaceno 8 906 670 Kč (tato dotace představuje asi 22 Kč/km, další část nákladů je hrazena z jízdného), ačkoliv podle rozpočtu města byla schválena úhrada ve výši 20 milionů Kč, v předchozích letech byla dotace kolem 29 milionů Kč ročně. František Homolka tuto dohodu označil za pokus o vytunelování společnosti ze strany DC SPED s. r. o. a zároveň se pozastavil nad tím, že starostka města uzavřela dodatek ke smlouvě, kterou podle dříve podatné žaloby považovala za neplatnou.
15. listopadu 2007 byl do funkce předsedy představenstva znovu zvolen František Homolka, ačkoliv údajně neměl majoritu akcií.
3. prosince 2007 byla firmou DC SPED spol. s r. o. založena dceřiná společnost Dopravní podnik Česká Lípa s. r. o. se sídlem v Ústí nad Labem, jejíž vznik podle Homolky souvisel s pokusem o vytunelování společnosti VETT a. s. František Homolka podal v této věci trestní oznámení, na jehož základě orgány činné v trestním řízení prověřovaly právní úkony osob, které se podílely na zakládání společnosti.

### ČSAD Semily a. s.
V listopadu 2007 projevili zájem o akcie společnosti VETT a. s. zástupci ČSAD Semily a. s. Zároveň se dohodli na prodeji areálu v Zákupech třetí osobě. ČSAD Semily a. s. 14. prosince 2007 uzavřela smlouvu o koupi společnosti VETT a. s. s tím, že doplatek kupní ceny měla doplatit do 15. února 2008. Zároveň 14. prosince 2007 ČSAD Semily a. s. zvolila své zástupce (pány Vařila a Roubíčka) do představenstva firmy VETT a. s. 13. února 2008 však ČSAD Semily a. s. oznámila, že nemůže kupní cenu zaplatit, protože stav firmy VETT je mnohem horší, než uváděla, a ČSAD Semily tak od kupní smlouvy odstoupila. Ještě 4. března 2008 však Jiří Vařil, zástupce ČSAD Semily a. s. v představenstvu firmy Vett a. s., vystupoval za firmu Vett při soudním sporu mezi touto firmou a městem. František Homolka podal na členy představenstva ČSAD Semily a. s., kteří byli zároveň členy představenstva VETT a. s., trestní oznámení pro trestný čin zneužívání informací v obchodním styku. Společnost VETT a. s. zastupuje JUDr. Jiří Teryngel.
19. února 2008 společnost VETT a. s. oznámila, že z ekonomických důvodů není schopna dopravu dále zajišťovat. ČSAD Semily a. s. odkoupila od VETTu 8 vozů: dva nízkopodlažní vozy Citybus, 2 nízkopodlažní vozy Citelis a 4 starší autobusy Karosa devítkové řady.